# Laudatur
| Betyg |
| --- |
| - Laudatur (L) - Eximia cum laude approbatur (E) - Magna cum laude approbatur (M) - Cum laude approbatur (C) - Non sine laude approbatur (N) - Lubenter approbatur (B) - Approbatur (A) - Improbatur (I) |

Laudatur, latin för (han) beröms, används eller har använts som betygsbeteckning inom undervisningssystemet i vissa länder. Det användes vid de svenska universiteten fram till och med 1974, jämsides med "Berömlig", som  beteckning på tre betyg i ett ämne, motsvarande 60 gamla poäng eller 90 högskolepoäng  i ämnet. 
I Finland är Laudatur det högsta betyget vid landets studentskrivningar. I den svenska skolan användes det under åren 1905–1962 som synonym för det högsta betygssteget – A = "Berömlig".
Det latinska ordet förekommer även i liknande examensbeteckningar som magna cum laude, vilket bland annat används vid vissa amerikanska universitet.
Såsom en stegring av laudatur användes förr betyget Egregie laudatur ("han är förtjänt av ett utomordentligt högt beröm"). Ett ännu högre vitsord var Par nobis ("vår – examinatorernas – jämlike").